# Фаррухзад II
Фаррухзад II (*д/н — 1282) — 28-й ширваншах в 1260—1282 роках.

## Життєпис
Походив з династії Кесранидів. Син ширваншаха Ахсітана II. 1260 року після загибелі батька посів трон. Становище держави залишалося складним. Тоді ж посилюється приплив монгольських і тюркських кочівників. Вони займали родючі землі, пасовища осілих феодалів. Населення Ширвана потерпало через тягар податків і гноблення монголів. Вважається, що влада Фаррухзада II була більш номінальною, а сама територія Ширвана значно скоротилася. Також не відомо жодної монети цього володаря, лише написи про нього в меетях та згадки хроністів.
Розоренню також сприяло, те що країна була постійним місцем нападів загонів з Золотої Орди. скарги ширваншаха призвели до того, що ільхан Абака 1266 року розпорядився вторити на півночі Ширвана захисні укріплення, на чолі яких поставив свого брата Менгу-Тимура.
Він зберігав вірність ільхану Абаці, не вступаючи в будь-які змови. Натомість породичався з впливовим еміром Чобаном, чим створив міцні позиції при дворі Хулагуїдів.
Наприкінці життя перебрався до бакинської фортеці, де помер 1282 року. Йому спадкував син Ахсітан III.